# Abbaye Saint-Maurice de Carnoët
Pour les articles homonymes, voir Saint-Maurice.
L’abbaye Saint-Maurice de Carnoët ou site abbatial de Saint-Maurice est situé sur la rive droite de la ria de la Laïta, côté  Finistère, dans la commune de Clohars-Carnoët, quelques kilomètres au sud de la ville de Quimperlé. C’est une abbaye cistercienne en ruines, mais qui conserve des éléments architecturaux intéressants dans un cadre naturel splendide. Elle intéresse aussi les naturalistes (arbres remarquables, chauves-souris).
Fortement touchée pendant la Seconde Guerre mondiale, elle a été acquise, avec son domaine de 118 hectares, par le Conservatoire du littoral en 1991.
La salle capitulaire, vestige du XIIIe siècle, a été inscrite monument historique par arrêté du 2 mai 1956 ; l’ensemble des autres bâtiments et le site a été inscrit par arrêté du 8 août 1995.

## Histoire

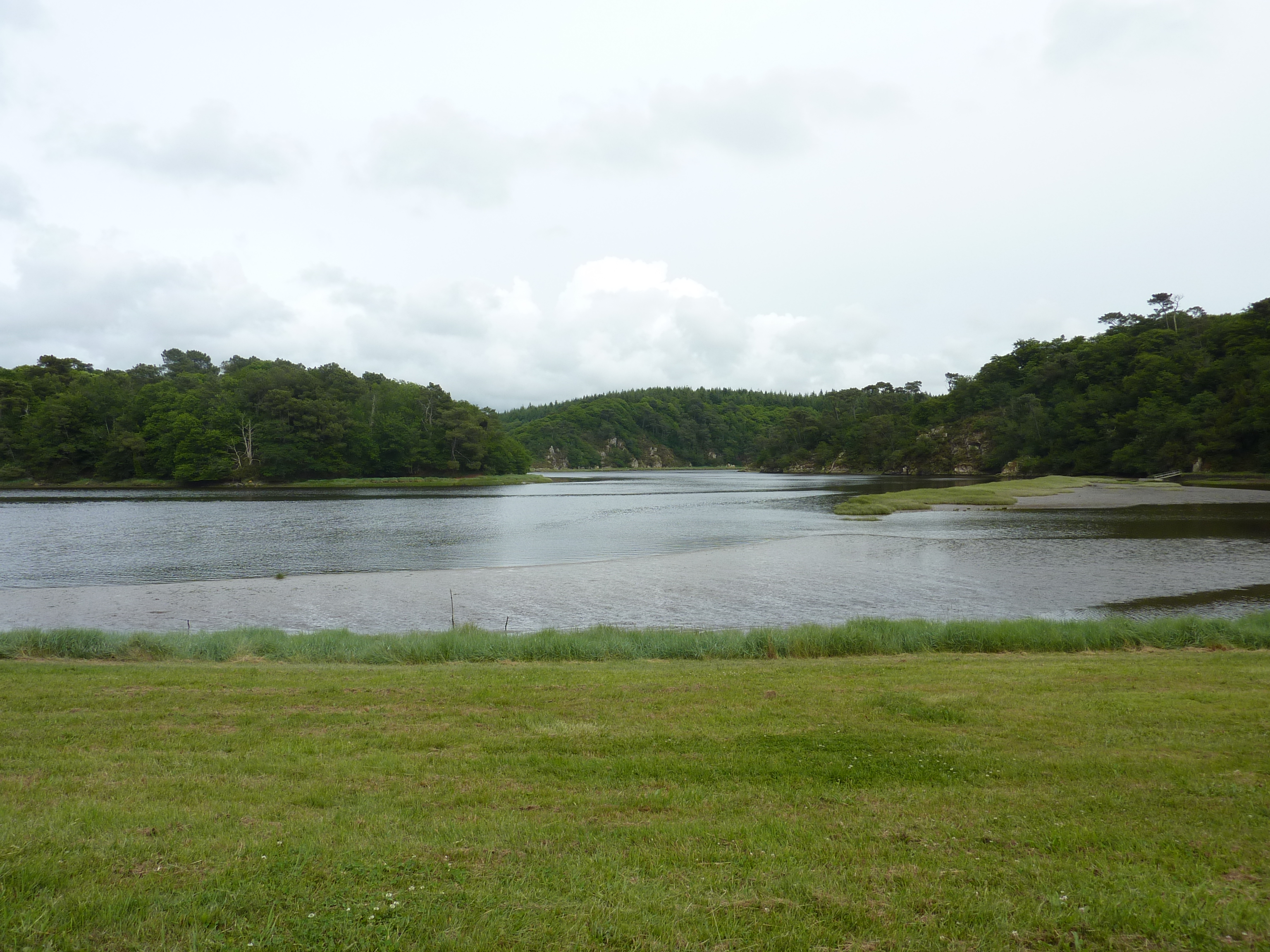
Le cadre naturel : l'embouchure de la Laïta.

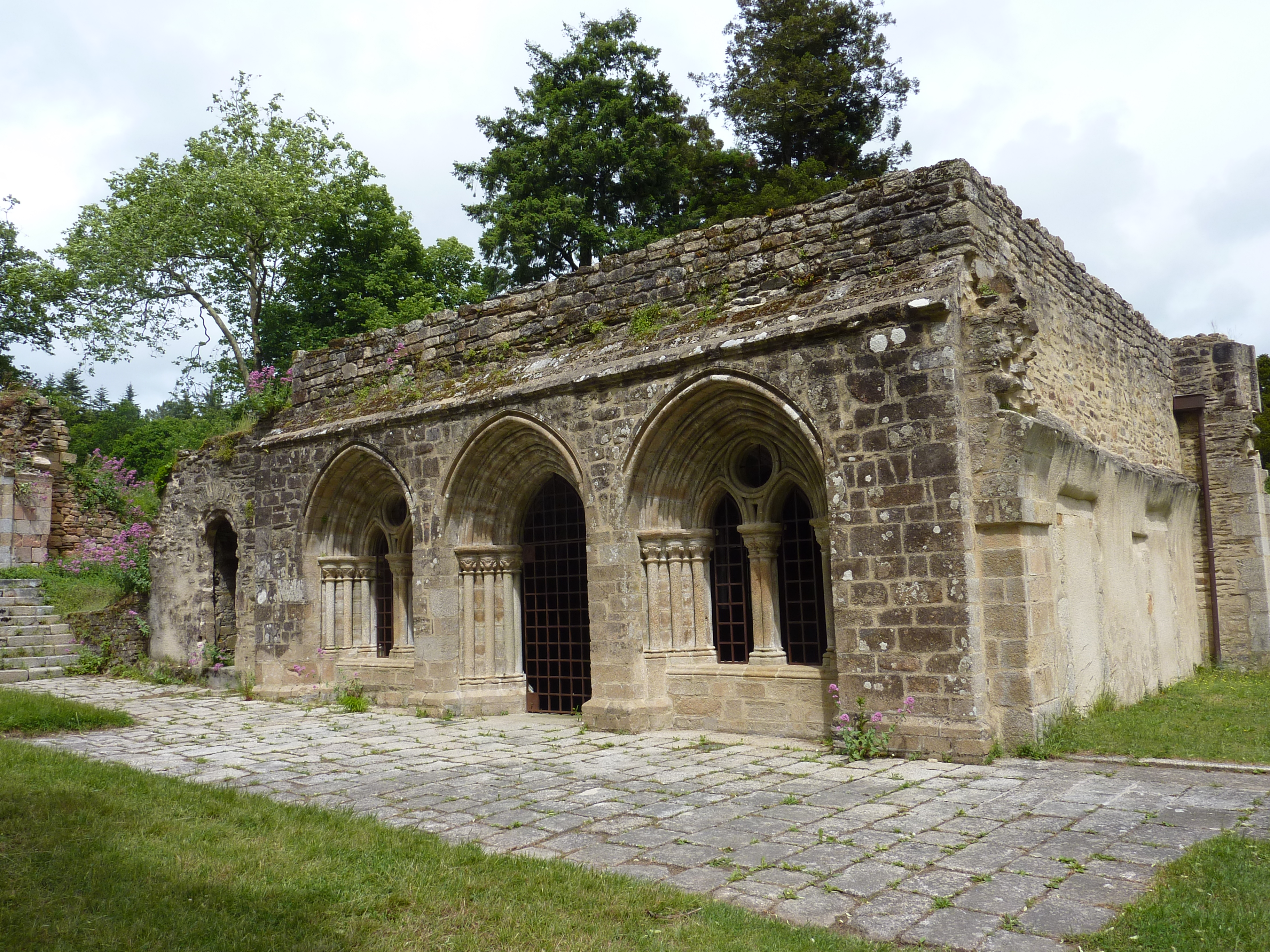
Les restes de la salle capitulaire (XIe siècle).

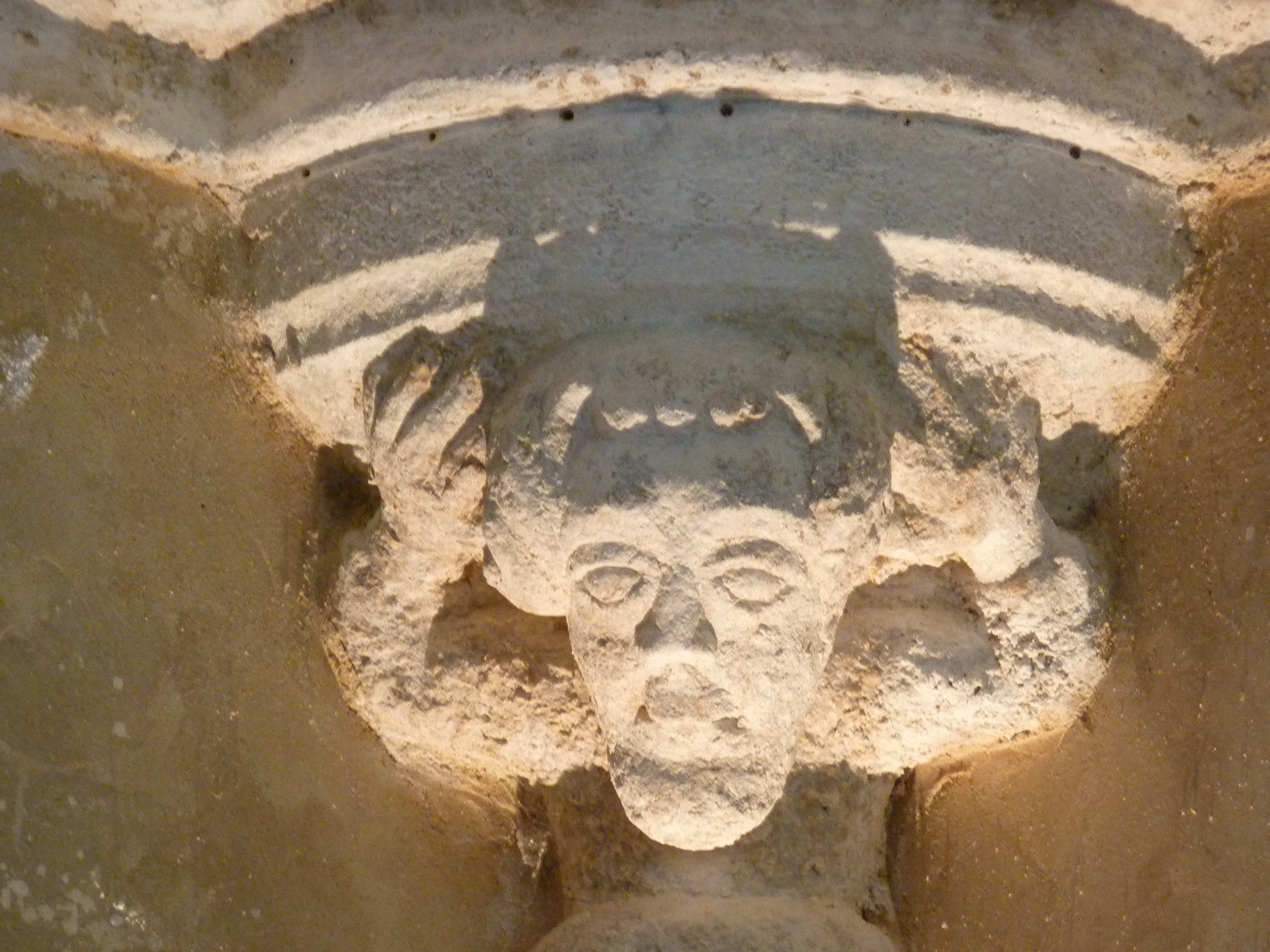
Détail d'un chapiteau dans la salle capitulaire.

Saint-Maurice de Carnoët est une ancienne abbaye cistercienne sur les bords de la Laïta en Clohars-Carnoët, dans le diocèse de Quimper, fondée entre 1170 et 1177 au cœur de la forêt de Carnoët. « La terre était hostile, marécageuse, envahie de serpents, parcourue par les loups… » a écrit son fondateur. Le site était toutefois bien choisi, desservi par la Laïta, fréquentée alors par des bateaux de 10 à 60 tonneaux avec des équipages comprenant jusqu'à 15 hommes qui remontaient jusqu'au port de Quimperlé et étaient obligés d'attendre à hauteur de l'abbaye l'inversion du flot en fonction de la marée. Contrairement à la plupart des abbayes cisterciennes, celle-ci ne s'établit donc pas dans un "désert", d'autant plus que le site se trouve aussi à 200 mètres de l'ancienne voie romaine allant d'Hennebont à Bannalec, qui était alors encore fréquentée.
Vers 1170, en présence de l'évêque Geoffroy de Cornouaille, le duc Conan IV donna aux moines cisterciens de l'abbaye de Langonnet plusieurs villages situés à proximité de la forêt de Carnoët pour y établir une communauté. La charte de donation précise que « les religieux pourront, de la forêt, prendre tout le bois nécessaire à leur usage ». Ils abuseront parfois de ce droit, par exemple en 1566, quand ils abattirent une grande quantité de bois destiné visiblement à être exporté, ce qui vaudra à l'abbé du moment d'être condamné par la justice royale à payer 2 600 livres de dommages et intérêts.
Maurice Duault de Croixanvec (futur saint Maurice de Carnoët), alors abbé de l'abbaye de Langonnet, y fonda en 1177 près des rives de la Laïta une abbaye dénommée Notre-Dame de Carnoët, dont il fut l'abbé jusqu'à sa mort le 29 septembre 1191 à l'âge de 76 ans et qui fut deux ans après son décès inhumé dans l'église abbatiale. Un récit biographique fut rédigé par un de ses contemporains, anonyme, et la Vita secunda fut rédigé ensuite par Guillaume, abbé de Carnoët entre 1323 et 1382. Ces écrits tracent le portrait d'un saint paysan, fidèle à ses origines modestes, même si c'est aussi un lettré qui connaît le latin. De nombreux miracles, concernant des enfants, des marins et des épileptiques, ont été attribués de son vivant et dans les décennies suivant sa mort à Maurice Duault.
L'abbaye prendra plus tard le nom d'abbaye Saint-Maurice de Carnoët.
Pendant six siècles, des moines cisterciens vont faire vivre le domaine pour permettre une autarcie maximale en organisant l'espace autour de l'abbaye, reconstruite au XVIIe siècle, probablement sous le règne de l'abbé Guillaume Riou, à la tête de l'abbaye de 1616 à 1641, mais les destructions pendant la Terreur lors de la Révolution française vont dévaster l'abbaye, alors abandonnée. Le 10 janvier 1799 (21 nivôse an VII), une bande de chouans aux ordres de Jean François Edme Le Paige de Bar, pénètre dans l'abbaye Saint-Maurice de Carnoët et maltraitent un ancien religieux cistercien caché dans les bois, Julien Launay, ainsi qu'un domestique de l'abbaye.
Vendue comme bien national et devenue propriété privée, ses restes ont en partie servis de carrière, une partie étant transformée en château dans le courant du XIXe siècle. L'abbaye possédait 5 cm de l'humérus droit de saint Maurice. Comme l'abbaye tombait en ruine, la translation de la précieuse relique fut célébrée les 7 et 8 août 1880 dans l'abbaye de Langonnet, en présence des évêques de Quimper et de Vannes, de 150 prêtres, et de 20 000 fidèles.
Lieu de repos pour l'armée allemande pendant la Seconde Guerre mondiale, le château, dernier grand bâtiment du monastère, subit un incendie le 20 avril 1945. Il sera rasé par les propriétaires en 1953, à l'exception de la salle capitulaire et du chartrier.

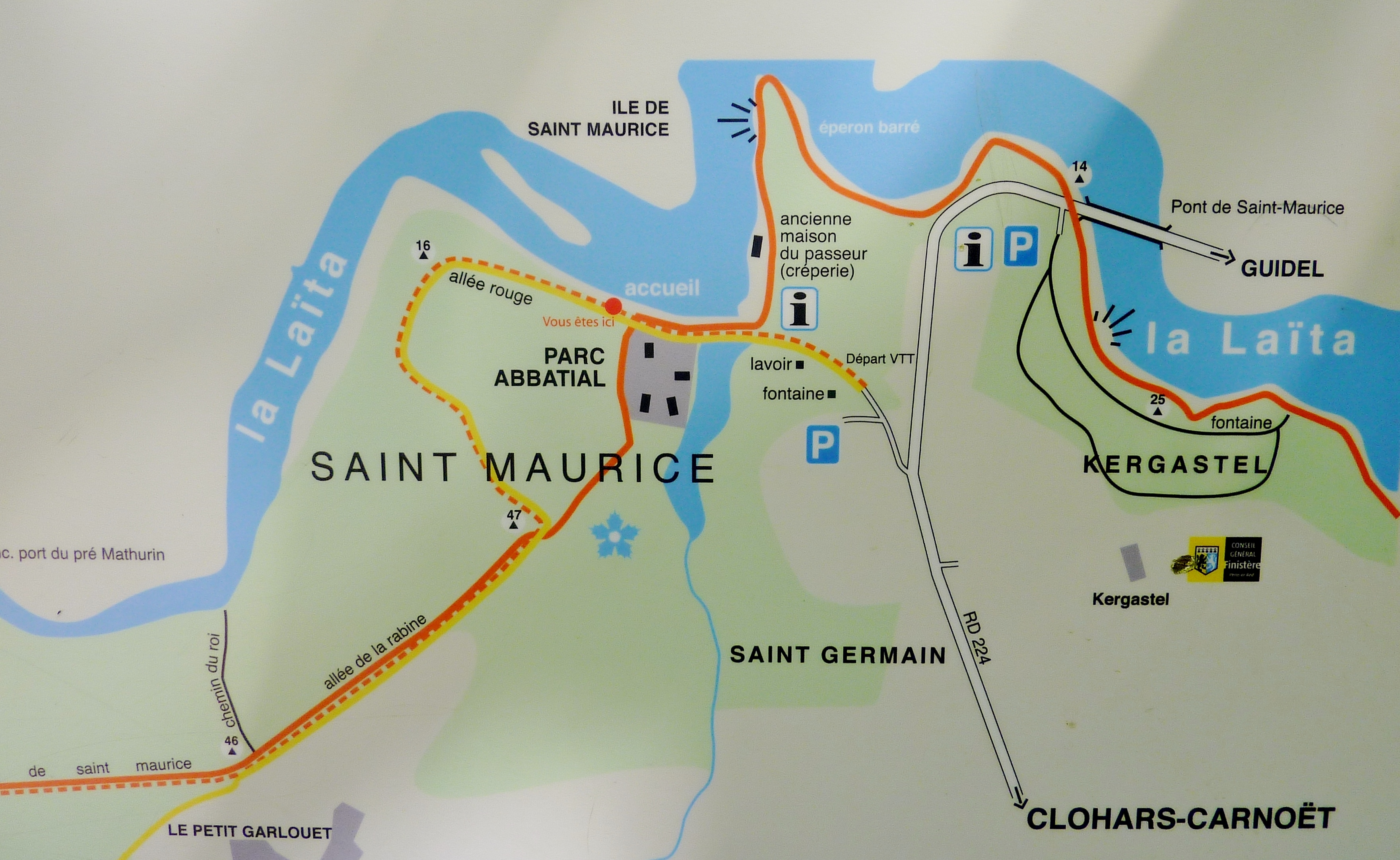
Plan de l'abbaye Saint-Maurice de Carnoët et de ses environs (panneau d'information touristique placé près de l'abbaye).
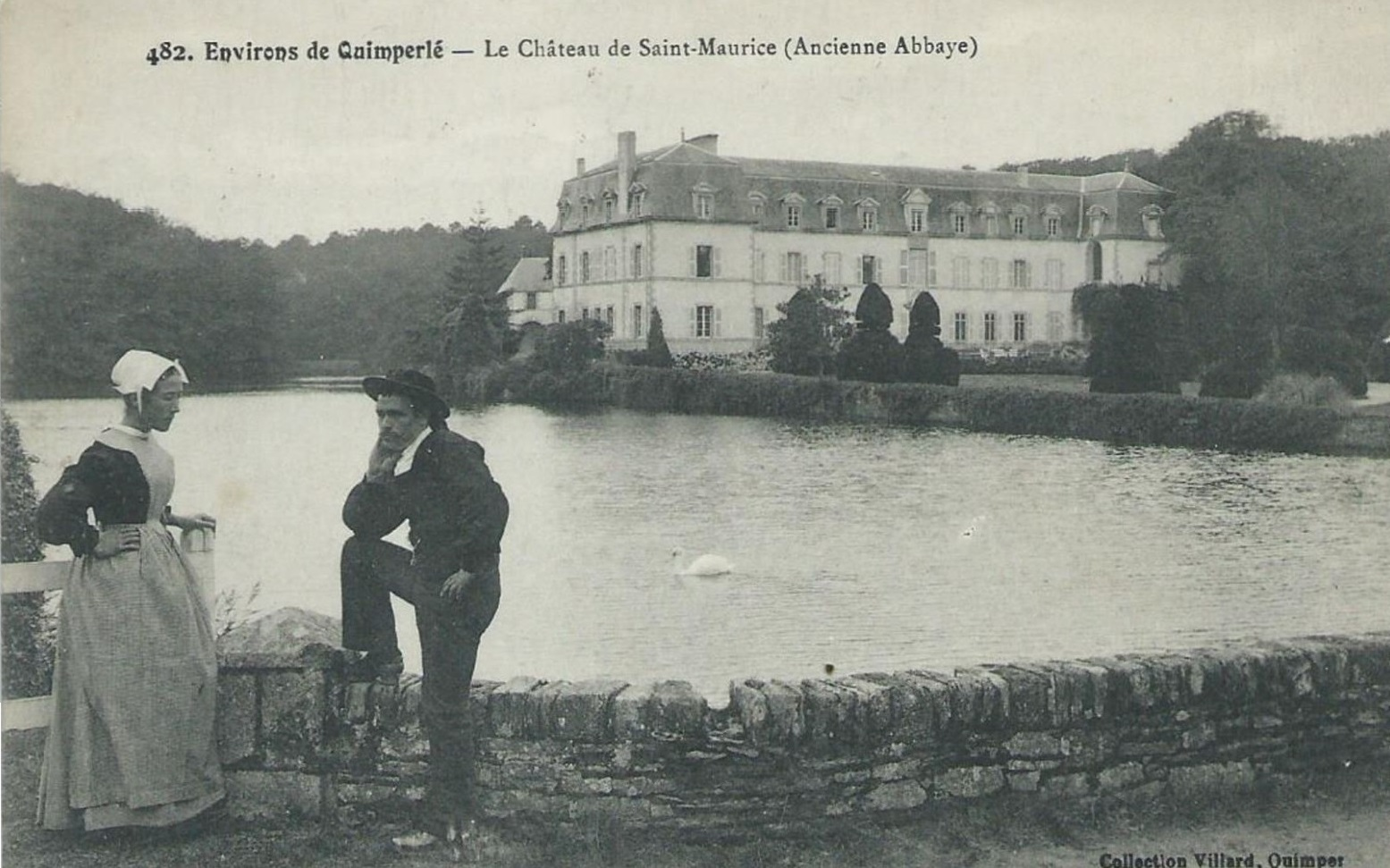
Le château aujourd'hui disparu de l'abbaye Saint-Maurice (carte postale du début du XXe siècle).

## Filiation et dépendances
L'abbaye de Carnoët est fille de l'abbaye Notre-Dame de Langonnet.

## État actuel: intérêt patrimonial et écologie

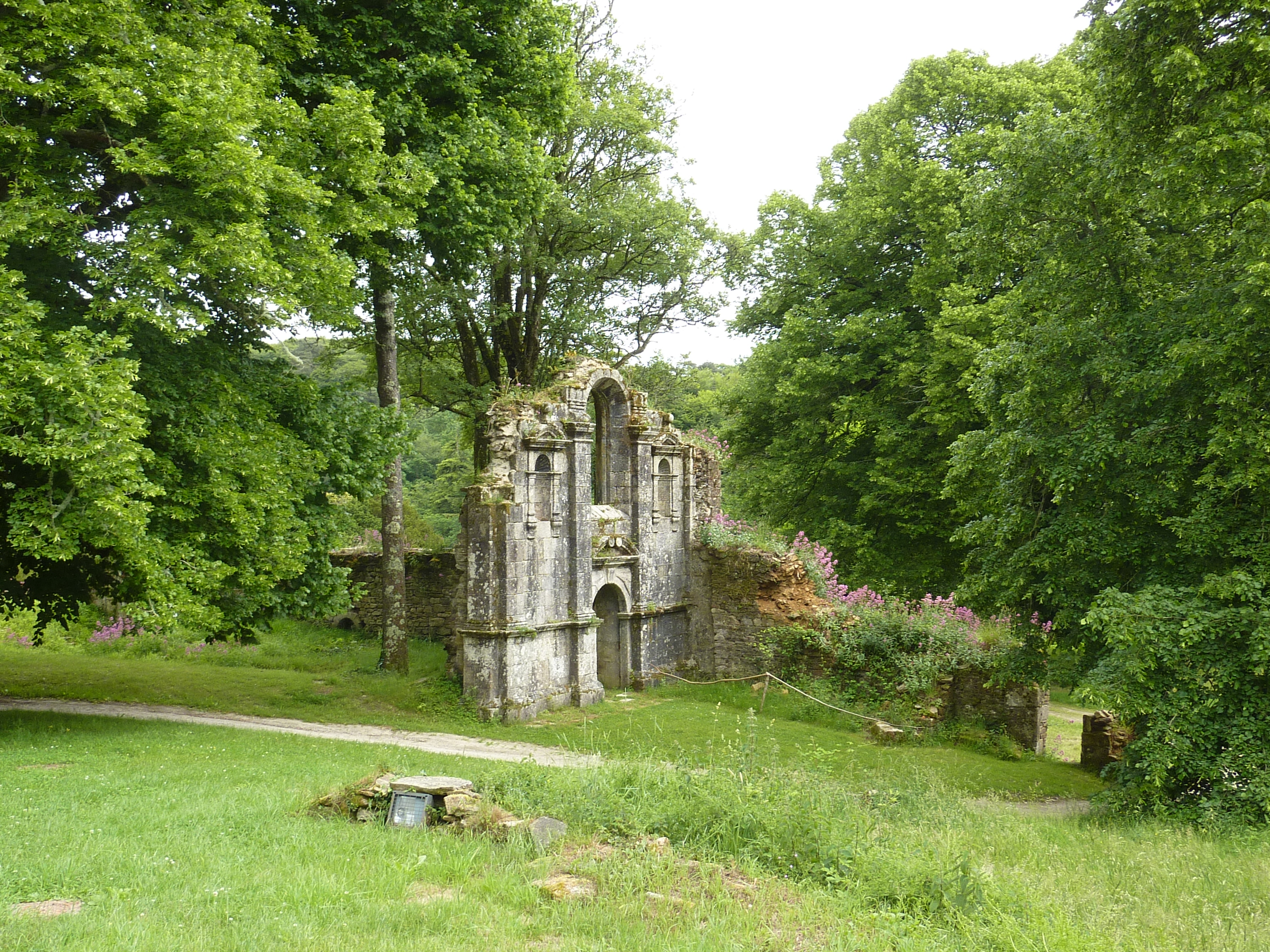
Le front de l'église abbatiale dans son cadre de verdure.

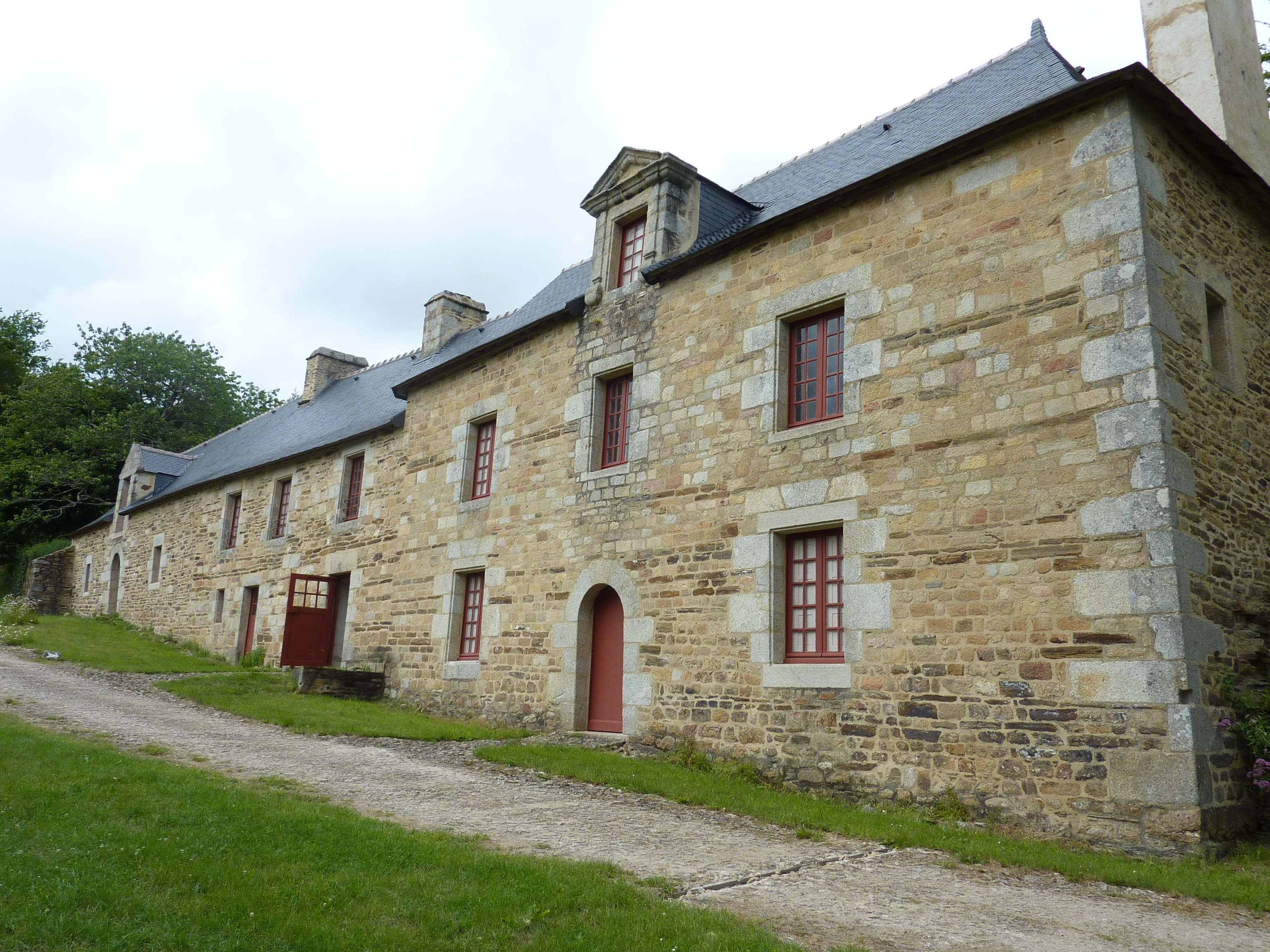
Le logis de l'Abbé (XVIIIe siècle), lieu d'exposition sur la vie cistercienne et...les chauves-souris.

Le domaine, qui couvre désormais 123 hectares, est acheté en 1991 par le Conservatoire du littoral qui, depuis, a engagé un important programme de restauration, tant du patrimoine bâti que forestier, avec des arbres centenaires. Des vestiges de fortifications de l'âge du fer sont encore visibles dans la forêt. Les rives boisées de la Laïta en font un lieu de promenade recherché. C'est la commune de Clohars-Carnoët qui assure la gestion du domaine et l'accueil des visiteurs. C'est un site naturel protégé.
Il subsiste aujourd'hui : la salle capitulaire et le chartrier du XIIIe siècle, la grange, la ferme abbatiale, le fronton de l'abbatiale du XVIIe siècle et l'orangerie du XVIIIe siècle.
La ferme abbatiale abrite une exposition sur la vie cistercienne et l'histoire du site, ainsi qu'une colonie de chauves-souris présente dans le grenier, particulièrement des grands rhinolophes (Rhinolophus ferrumequinum) et visible grâce à une caméra infra-rouge.
Le site abbatial est en partie menacé par la montée des eaux due au réchauffement climatique : deux digues ont été élevées pour protéger l'abbaye des eaux de la Laïta mais « avec un mètre d'eau en plus (...) la salle capitulaire (...) sera temporairement submergée » déplore Didier Ollivry, délégué régional du Conservatoire du littoral.